# 吴传声
吴传声（1876年—1916年2月5日）字哕鸾，贵州省麻江县下司镇人，中国民主革命家，滇军、黔军将领，在护国战争中阵亡。

## 生平
吴传声家住在麻江县下司镇下司大街灯杆边，万寿宫隔壁。吴传声的父亲以擀面为生，母亲是下司铜鼓村（今属凯里经济开发区代管）苗族贫苦农民赵当波的女儿。吴传声曾在下司私塾学习，15岁离家赴云南读书，后赴法国留学。清朝光绪三十年（1904年）归国，经越南河内到昆明参加新军。因表现优秀，被保送入云南讲武堂学习3年。毕业后，被分配担任云南新军第十九镇连职，在军中参加了中国同盟会。
在辛亥革命中，吴传声是云南临安（今建水）新军辛亥起义的核心人物之一。民国元年（1912年）2月，出任大队长，随滇军入贵州后，奉唐继尧的命令率队驻扎黎平县。民国二年（1913年），任贵州东南路游击大队长。刘显世在贵州组建陆军，任命吴传声为贵州陆军第三团团长。
为反对袁世凯称帝，1915年12月25日，云南宣告独立。云南方面在起义前，曾多次致电贵州护军使刘显世请求配合倒袁。刘显世犹豫不决，而黔军中以王文华、熊其勋、吴传声等人为首的青年军官则强烈反对袁世凯称帝。云南起义后，他们纷纷上书，劝刘显世响应起义。其中，吴传声在向刘显世的上书中称“义不帝秦”，并称“中华民国，吾先烈铁血所铸造者也。今败坏至此，而幸生畏死，趋利避害者踵相接声，实耻之”，还表示“宁死疆场”，决不让国贼逍遥。
1916年1月24日，戴戡率云南护国军先遣纵队到达贵阳，对刘显世构成军事压力。1月27日，刘显世发表了“反对帝制，永护共和”的讨袁檄文，宣告贵州独立。贵州独立之后，即派黔军配合护国滇军讨袁。蔡锷将滇、黔护国军合编为“护国军滇黔联军”，戴戡担任滇黔联军右翼军总司令，下辖东、北两路。北路黔军在戴戡率领下出黔北，进攻四川綦江，以配合川南的护国军主力攻打袁世凯方面的曹锟总司令部所在地重庆，以截断叙、沪之敌的后路。东路支队由黔军一、二、三团组成，进军湖南，王文华任东路支队司令兼第一团团长，吴传声率领黔军第三团归其指挥。王文华命令吴传声的第三团集中到天柱县之后，向湘西南的洪江、黔阳进军。此后，吴传声率部在湖南境内转战。
1916年2月5日，吴传声在率部随王文华攻打湖南沅州（由北洋军汪学谦旅防守）时，在沅州东门外的黄坛桥上中弹阵亡。其所部随即攻克了沅州。
黎元洪继任中华民国大总统后，特追赠吴传声上将衔，并照都督例赐恤礼。吴传声墓在麻江下司，1993年被麻江县人民政府列为县级文物保护单位。